# 彰化縣大村鄉村上國民小學
彰化縣大村鄉村上國民小學，是位於臺灣彰化縣大村鄉的學校。成立於1922年，建校已超過百年。

## 沿革
大村鄉於台灣日治時期初期，未設有教育單位，直至明治42年（1909年）先設立員林公學校大庄分校（現今彰化縣大村鄉大村國民小學），大正11年（1922年）3月31日再於大村庄蓮花池池區設立此校，初設校名為大村公學校蓮花池分教場。建校初期是借用民間的空屋授課，後來由賴景春及賴景祿祭祀公業借地建校，才有初期校區。昭和13年（1938年）3月31日因學生數與校地已有足夠規模，奉准獨立設校為蓮花池公學校。於昭和16年（1941年），為了配合日本政府的皇民化運動，改制更名為蓮花池國民學校。
1945年第二次世界大戰結束後，中華民國國民政府代表同盟國接管臺灣，隔年因學校所在地行政區由蓮花池改名為村上村，故校名也更名為村上國民學校。1957年，設立分校村東分班，後改制為現今彰化縣大村鄉村東國民小學。1968年，國民政府推動九年國民義務教育政策，校名變更為現今的村上國民小學。

## 校園特色

### 蓮華池藝廊
2021年，此校建校滿百年，由大村公所贊助於校內設立蓮華池藝廊，提供展場舉辦展覽。

### 百年榕樹
該校校園內有一棵於創校時種下的榕樹，同時期所種植的樹苗經多年校舍改建後僅保留這一棵，於2021年11月27日此校創校百年時，特別為此樹辦了「村燈亮百鴻儒隆上」感恩活動。

## 著名校友
- 黃營杉：前中華民國經濟部部長。
- 賴永興：台藝大教授、木雕名家。
- 賴明杭：國中退休校長，拿過國際攝影金牌獎[7]。[8]
- 賴志銘：彰化縣大村鄉民代表。[9]